# 야머스 (아일오브와이트주)

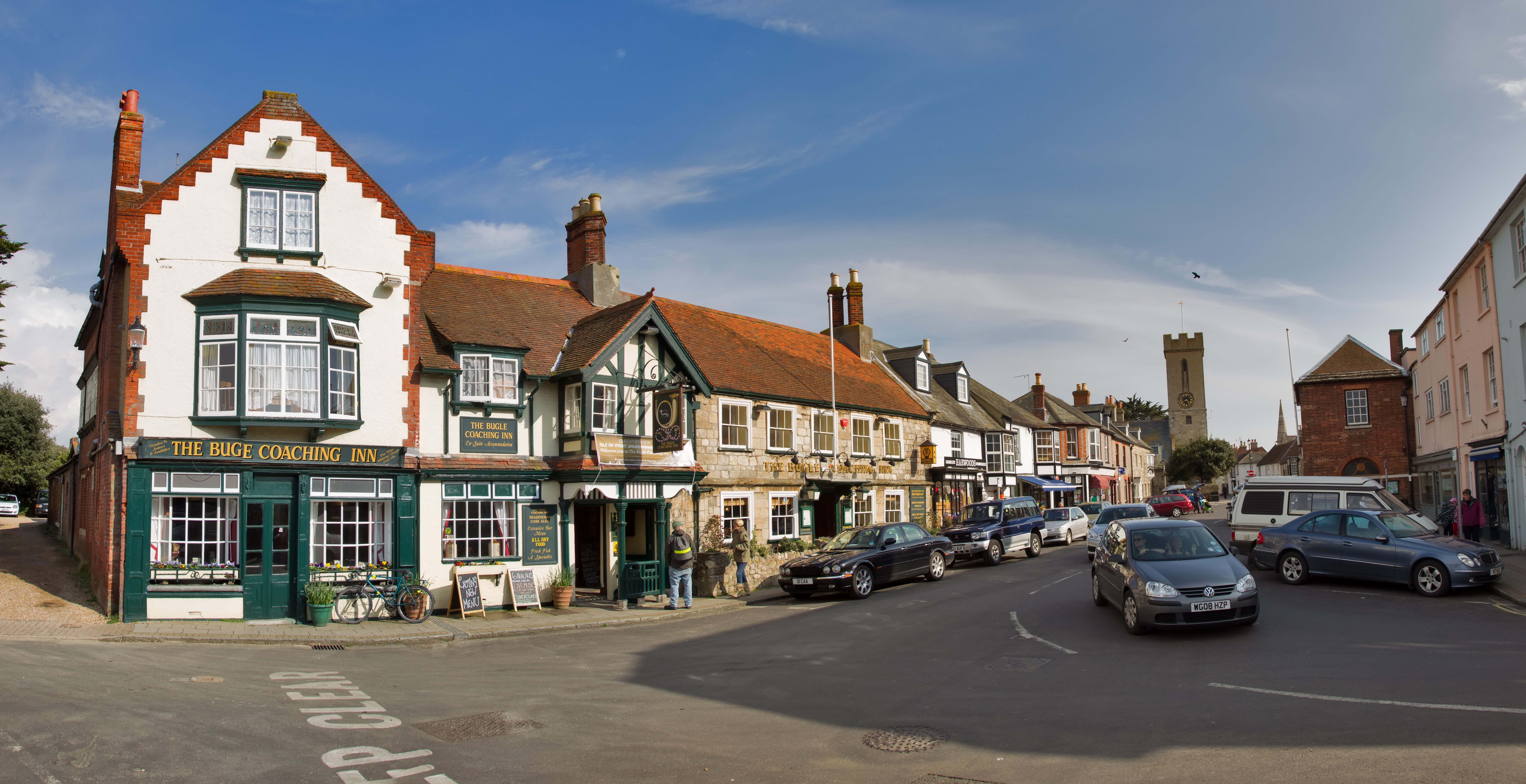
야머스

야머스(Yarmouth)는 잉글랜드 아일오브와이트주의 도시로, 인구는 약 855명이다.